# Bartův trest
Bartův trest (v anglickém originále Itchy & Scratchy: The Movie) je 6. díl 4. řady (celkem 65.) amerického animovaného seriálu Simpsonovi. Scénář napsal John Swartzwelder a díl režíroval Rich Moore. V USA měl premiéru dne 3. listopadu 1992 na stanici Fox Broadcasting Company a v Česku byl poprvé vysílán 23. září 1994 na stanici ČT1.

## Děj
Marge a Homer se účastní třídních schůzek na Springfieldské základní škole. Slečna Hooverová řekne Homerovi, že Líza si vede dobře, a Marge se od paní Krabappelové dozví, že Bart neustále dělá problémy. Edna naléhá na Homera a Marge, aby prosazovali přísnější kázeň, a podsouvá jim myšlenku, že pokud Bart změní svůj život, mohl by z něj vyrůst soudce nejvyššího soudu. Oba se vrátí domů a zjistí, že Bart ukradl a rozbil dědečkovy falešné zuby. Za trest ho pošlou do pokoje bez večeře, ale Homer se k němu vplíží, přinese mu kousek pizzy a donutí Barta slíbit, že se bude chovat slušně. Bart se však stále dostává do potíží a Homerovy pokusy ho ukáznit selhávají. Nakonec Homer slíbí, že příští trest už bude platit. 
Bart si koupí lístek na nadcházející film o Itchym a Scratchym. Později je Bartovi svěřeno hlídání Maggie, ale on ji zanedbává, protože je rozptýlen historií filmu o Itchym a Scratchym. Vezme Homerovo auto na projížďku a narazí do zdi Springfieldské věznice, čímž dá vězňům volnost. Rozzlobený Homer pak Barta potrestá tím, že mu zakáže sledování zmíněného filmu a roztrhá Bartovu vstupenku. Bart prosí, aby dostal jiný trest, ale Homer odmítá. Následující dva měsíce po uvedení filmu se Bart zlobí a je smutný, že je jediným dítětem ve Springfieldu, které film nevidělo, a snaží se ho tajně zhlédnout, nicméně Homer dal zaměstnancům kina pokyn, aby mu lístek neprodávali. Marge a Líza Homera neúspěšně prosí, aby si to rozmyslel, přičemž Marge tvrdí, že Bart už byl potrestán dost. Nakonec je film z kin stažen a Bart neochotně řekne Homerovi, že vyhrál, na což Homer odpoví, že vyhráli oba, protože díky trestu Bart vyroste a bude zodpovědný za své činy a bude mít lepší život. 
O 40 let později jdou Bart, nyní předseda Nejvyššího soudu Spojených států, a Homer, důchodce, po ulici a zjistí, že film je opět v místním kině jako repríza. Homer usoudí, že se Bart poučil, a oba se na film spokojeně dívají společně.

## Produkce
Tuto epizodu, stejně jako mnoho dalších dílů s tematikou Itchyho a Scratchyho, napsal John Swartzwelder, ačkoli zápletku původně navrhl Sam Simon. Během společného čtení scénáře se prvnímu dějství mnoho lidí zasmálo, ale druhé dějství se setkalo jen s malou pozitivní reakcí, což vedlo Ala Jeana k názoru, že scénář bude vyžadovat velké přepsání, ačkoli třetí dějství se také setkalo s pozitivní reakcí. Film uvedený na konci dílu by měl podle Mikea Reisse překonat všechny ostatní kreslené filmy Itchy a Scratchy, pokud jde o násilí, a John Swartzwelder napsal „nejznepokojivější, nejstrašnější pasáž“, z níž však ve finálním sestřihu nebyla použita žádná.
Šlo o první epizodu, kterou Rich Moore režíroval ve společnosti Film Roman. Záběr na korejské animační studio rozzlobil korejské animátory ve společnosti Rough Draft Korea; Gregg Vanzo, zámořský režisér, se cítil uražen a scénu málem poslal zpět. Při kreslení krátkého filmu Steamboat Itchy jej animátoři žertem nazývali „Parníková žaloba“. David Silverman vysvětlil, že neví, „proč (je) nezažalovali, protože v epizodě je záběr přímo z Parníku Willie“.
V dílu se poprvé objevil Čmeláčí muž, jenž je karikaturou El Chapulína Colorada, postavy vytvořené a ztvárněné mexickým televizním komikem Robertem Gómezem Bolañosem.

## Kulturní odkazy
Úvodní film Star Treku je parodií na to, jak staře vypadala posádka původního Star Treku v pozdějších filmech. Krátký film z roku 1928 Steamboat Itchy je parodií na krátký film společnosti Disney Parník Willie z roku 1928 s Mickeym Mousem. Lízina hláška o Michaelu Jacksonovi a Dustinu Hoffmanovi, kteří se ve filmu Itchy a Scratchy objevili pod pseudonymy, je narážkou na skutečnost, že oba hostovali v Simpsonových pod falešnými jmény v dílech Šílený Homer a Lízin let do nebe. Homer je viděn, jak místo sledování přistání na Měsíci poslouchá píseň „Yummy Yummy Yummy“ od skupiny The Ohio Express. Ve scéně z budoucnosti si muž v předsálí kina kupuje „zelený soylent“, což je odkaz na sci-fi film Soylent Green z roku 1973. Zobrazeno je také vozidlo připomínající landspeeder z filmu Hvězdné války z roku 1977.

## Přijetí
Ve 4. řadě se Simpsonovi obvykle vysílali ve čtvrtek, ale tento díl se dočkal poklesu sledovanosti oproti běžnému termínu, protože vedení společnosti Fox chtělo epizodu odvysílat během výsledků prezidentských voleb v roce 1992, jelikož se domnívalo, že by to znamenalo zvýšení sledovanosti.
V týdnu od 2. do 8. listopadu 1992 skončil seriál na 25. místě ve sledovanosti s ratingem 12,5 podle agentury Nielsen, což odpovídá přibližně 11,6 milionu diváckých domácností. Byl to třetí nejlépe hodnocený pořad na stanici Fox v tomto týdnu, hned po dílu Simpsonových Marge jde do zaměstnání, který se vysílal ve stejném týdnu v obvyklý čtvrtek, a po seriálu Beverly Hills 90210.
Na jaře 2002 vyšla epizoda ve Velké Británii na kolekci DVD s názvem The Simpsons Film Festival, spolu s díly Cáklý Max jedna, Dvaadvacet krátkých filmů o Springfieldu a Zrodila se hvězda.
Warren Martyn a Adrian Wood, autoři knihy I Can't Believe It's a Bigger and Better Updated Unofficial Simpsons Guide, díl označili za „vynikající epizodu“, zejména Homerův „návrh, jak potrestat Bartovo špatné chování, je dát mu dárek a jeho trik, jak se vyhnout povinnosti v porotě, je ‚říct, že máš předsudky vůči všem rasám‘ “.
Steamboat Itchy je jedním z nejoblíbenějších momentů Matta Groeninga v historii seriálu. Nathan Ditum z Total Filmu zařadil Steamboat Itchy na 46. místo nejlepších filmových parodií seriálu. V roce 2014 autoři Simpsonových vybrali tento krátký film jako jednu z devíti nejoblíbenějších epizod Itchyho a Scratchyho všech dob.